# Município de White Oak (condado de Bladen, Carolina do Norte)
Localização da Carolina do Norte nos E.U.A.
O município de White Oak (em inglês: White Oak Township) é um localização localizado no  condado de Bladen no estado estadounidense da Carolina do Norte.

## Geografia
O município de White Oak encontra-se localizado nas coordenadas 34° 48′ 38,12″ N, 78° 43′ 38,84″ O.